# Jim Yester
James Yester (né le 24 novembre 1939) est un musicien américain. Il est membre du groupe pop The Association, qui a connu plusieurs succès au Billboard dans les années 1960, dont « Windy », « Cherish », « Never My Love » et « Along Comes Mary », pour n'en citer que quelques-uns.

## Biografie
Yester était un membre clé du Modern Folk Quartet lors de sa reformation dans les années 1980. Il est le frère aîné de Jerry Yester, ancien membre des Lovin' Spoonful, avec qui il a brièvement joué dans les années 1990. Yester fait partie du groupe depuis 2007 et le codirige avec le membre fondateur Jules Alexander et Del Ramos (frère de Larry Ramos, aujourd'hui décédé).
En 1966, Yester fut invité à rejoindre The Association lorsque leur guitariste rythmique d'origine, Bob Page, quitta le groupe deux semaines après sa formation. Le groupe connut de nombreux succès, dont « Along Comes Mary », « Cherish », « Windy », « Everything That Touches You » et « Never My Love ». Yester prit la relève au chant sur « Along Comes Mary ». Le vendredi 16 juin 1967, le groupe fut la tête d'affiche du Festival international de pop de Monterey.
Trois chansons de l'Association se sont vendues à plus d'un million d'exemplaires et ont été certifiées disques de platine : « Cherish », « Windy » et « Never My Love » et en 2003, l'Association a été intronisée au Vocal Group Hall of Fame.
Yester a également joué dans The Modern Folk Quartet et The Lovin' Spoonful, tous deux mettant en vedette son jeune frère Jerry Yester.